# 天驚地動
天驚地動，是日本現役純種競賽馬匹。目前主要勝場有2022年春季錦標。

## 出賽前
2019年2月28日出生於北海道日高町凡爾賽牧場，成長途中被馬主村中徹購入。
其後交由栗東訓練中心練馬師飯田雄三訓練。

## 競賽生涯

### 2歲
2021年10月3日出戰中京競馬場2歲新馬戰，雖然於賽前僅為第十人氣，但於比賽途中以前置的戰術搶佔先機，最終僅敗於Tana the Wing及Saint Camellia取得第三。
其後出戰2歲未勝利戰，比賽初段維持於第二的位置下於直路逐步推進，最終成功超越領放的Song for You，以1馬位優勢取得第二。
11月27日出戰分級賽京都兩歲錦標，本次比賽其成功搶佔領放位置，於比賽途中以超慢步速帶領馬群前進。進入直路後，其仍然於前方位置保持衝刺不斷加速，最終僅在終點線前被駿天石超越以鼻位落敗。

### 3歲
2022年以新山紀念作為首戰，比賽途中改為使用居中戰術，維持於約莫第五、六左右的位置展開推進，同時亦保持於有遮擋的狀態。進入直路後，其嘗試於馬群中央突破，雖然能夠跑出不俗的速度，但最終仍然敗於其他對手取得第四。
2月13日繼續出戰分級賽，以共同通信盃作為目標。比賽開始後，其重用一貫的前置戰術，成功搶佔領放位置下一直帶領馬群推進，但於直路上稍為力弱未能保持速度，最終敗於野田猛鯨及地標圖形取得第三。
其後出戰春季錦標，賽前獲得第五人氣的評價。比賽開始後，其再度果斷地搶佔領放位置，於比賽途中一直以穩定且較慢的步速推進。進入直路後，其仍然有餘力於前方位置堅守，最終成功保持走勢下於最後關頭力距Arrival的壓迫以鼻位險勝並取得首個分級賽冠軍。
但其後於經典戰線頭兩關皋月賞及東京優駿（日本打吡）均未能保持優秀的水準，分別以第十一及第十落敗。
進入秋季後，其於神戶新聞盃及菊花賞中分別以第九及第十三大敗，年末重返2000米賽事出戰挑戰盃亦僅跑獲第八。

### 4歲
2023年於首戰讀賣盃取得第六後，其出戰表列賽安土城錦標，並於其中發揮不俗的表現成功從後衝出，最終取得第二。
然而休養過後於秋季復出狀態再度下滑，出戰三場賽事僅有一場可以跑入頭十。

### 5歲
2024年3月，因練馬師飯田雄三到達退休年齡，其被轉入同屬栗東訓練中心的小崎憲馬房。
轉廄後繼續出戰各大賽事，但於上半年出戰五場賽事均未能取勝，最佳戰績為於珊瑚錦標及讀賣盃中取得第六。
而於下半年，其再度被轉往堀内岳志馬房。
12月15日出戰時隔半年的賽事十二月錦標，比賽初段於順利出閘下保持於第二的位置，於對面直路更跟隨領放馬海螺美貝加速，稍為拋離後方賽駒。進入直路後，其嘗試維持走勢於內欄位置展步衝刺，可惜未能如願下被其他對手趕過，最終以第六落敗。

### 6歲
2025年首戰為表列賽新年錦標，比賽初段選擇跟隨領放馬超脫標籤前進，然而於直路上大幅失速，最終以第九落敗。
其後出戰東風錦標，本次比賽維持於先頭位置下，於對面直路稍為後退，在第四彎道重新上前取位，但最終仍然在直路上未能上前而以第八落敗。
4月選擇以二級賽讀賣盃作為目標，比賽初段隨即衝出選擇領放，但在直路大幅失速下以第九大敗。
1星期後隨即以連鬥姿態出戰葉森盃，但在直路上仍然未能堅守位置，最終以尾二第十七的名次完賽。

### 詳細賽績
| 日期       | 舉辦國家 | 馬場 | 距離   | 級別 | 賽事名稱     | 負重 | 騎師     | 馬號 | 出馬 | 名次 | 時間   | 頭馬（二馬）     |
| ---------- | -------- | ---- | ------ | ---- | ------------ | ---- | -------- | ---- | ---- | ---- | ------ | ---------------- |
| 3/10/2021  | 日本     | 中京 | 草1600 |      | 2歲新馬      | 55   | 中井裕二 | 11   | 15   | 3    | 1:35.4 | Tana the Wing    |
| 30/10/2021 | 日本     | 阪神 | 草1600 |      | 2歲未勝利    | 55   | 岩田康誠 | 8    | 10   | 1    | 1:35.4 | （Song for You） |
| 27/11/2021 | 日本     | 阪神 | 草2000 | GIII | 京都兩歲錦標 | 55   | 岩田康誠 | 3    | 10   | 2    | 2:03.4 | 駿天石           |
| 9/1/2022   | 日本     | 中京 | 草1600 | GIII | 新山紀念     | 56   | 岩田康誠 | 1    | 15   | 4    | 1:34.4 | 摩天獵戶         |
| 13/2/2022  | 日本     | 東京 | 草1800 | GII  | 共同通信盃   | 56   | 岩田康誠 | 8    | 11   | 3    | 1:48.3 | 野田猛鯨         |
| 20/3/2022  | 日本     | 中山 | 草1800 | GII  | 春季錦標     | 56   | 岩田康誠 | 1    | 13   | 1    | 1:48.4 | （Arrival）      |
| 17/4/2022  | 日本     | 中山 | 草2000 | GI   | 皋月賞       | 57   | 和田龍二 | 13   | 18   | 11   | 2:00.5 | 地標圖形         |
| 29/5/2022  | 日本     | 東京 | 草2400 | GI   | 東京優駿     | 57   | 和田龍二 | 8    | 18   | 10   | 2:23.5 | 勝局在望         |
| 25/9/2022  | 日本     | 中京 | 草2200 | GII  | 神戶新聞盃   | 56   | 岩田康誠 | 13   | 17   | 9    | 2:12.3 | 駿天宮           |
| 30/10/2022 | 日本     | 阪神 | 草3000 | GI   | 菊花賞       | 57   | 岩田康誠 | 6    | 18   | 13   | 3:05.6 | 一勝再勝         |
| 3/12/2022  | 日本     | 阪神 | 草2000 | GIII | 挑戰盃       | 56   | 岩田康誠 | 5    | 14   | 8    | 1:58.6 | So Valiant       |
| 23/4/2023  | 日本     | 京都 | 草1600 | GII  | 讀賣盃       | 57   | 岩田康誠 | 11   | 15   | 6    | 1:31.8 | 速度大師         |
| 28/5/2023  | 日本     | 京都 | 草1400 | L    | 安土城錦標   | 57   | 岩田康誠 | 15   | 18   | 2    | 1:19.5 | 大海女神         |
| 29/10/2023 | 日本     | 京都 | 草1800 | L    | 仙后座錦標   | 58   | 田中健   | 3    | 16   | 10   | 1:45.2 | 爽爽海風         |
| 19/11/2023 | 日本     | 京都 | 草1600 | GI   | 一哩冠軍賽   | 58   | 和田龍二 | 2    | 16   | 11   | 1:33.8 | 匯兩川           |
| 9/12/2023  | 日本     | 阪神 | 草1600 | L    | 參宿七錦標   | 58   | 岩田康誠 | 5    | 13   | 5    | 1:33.5 | 摩天雲霄         |
| 9/3/2024   | 日本     | 阪神 | 泥1400 | L    | 珊瑚錦標     | 57   | 小崎綾也 | 6    | 16   | 9    | 1:24.4 | Ladybug          |
| 24/3/2024  | 日本     | 阪神 | 草1600 | L    | 六甲錦標     | 58   | 國分恭介 | 1    | 15   | 12   | 1:35.0 | Borzakovskiy     |
| 21/5/2024  | 日本     | 京都 | 草1600 | GII  | 讀賣盃       | 57   | 和田龍二 | 6    | 17   | 6    | 1:33.5 | 神志勇進         |
| 26/5/2024  | 日本     | 京都 | 草1400 | L    | 安土城錦標   | 57   | 和田龍二 | 7    | 18   | 17   | 1:21.7 | 榮進瞭望         |
| 15/6/2024  | 日本     | 京都 | 草1600 | L    | 米子錦標     | 58   | 和田龍二 | 12   | 16   | 12   | 1:32.3 | Tudo de Bom      |
| 15/12/2024 | 日本     | 中山 | 草1800 | L    | 十二月錦標   | 58   | 西村太一 | 4    | 16   | 6    | 1:45.9 | 潛心鍛鍊         |
| 13/1/2025  | 日本     | 中山 | 草1600 | L    | 新年錦標     | 58   | 西村太一 | 14   | 16   | 9    | 1:33.1 | 詩歌遊子         |
| 16/3/2025  | 日本     | 中山 | 草1600 | L    | 東風錦標     | 58   | 西村太一 | 11   | 12   | 8    | 1:38.1 | 虹彩駿驥         |
| 27/4/2025  | 日本     | 京都 | 草1600 | GII  | 讀賣盃       | 57   | 西村太一 | 4    | 10   | 9    | 1:33.6 | 長跑長有         |
| 10/5/2025  | 日本     | 東京 | 草1800 | GIII | 葉森盃       | 58   | 西村太一 | 18   | 18   | 17   | 1:47.1 | 魔神星雲         |

## 血統簡介
父系愛國山姆為美國賽駒，生涯戰績優秀並活躍於一哩賽事，曾勝出一級賽威士忌一哩錦標。祖父戰線為美國賽駒，生涯戰績不俗，曾勝出二級賽雲達比讓賽，亦於一級賽華士弼錦標及領先錦標中取得亞軍。
母系Mao Rio為日本賽駒，生涯無出賽記錄。外祖父新宇宙爲日本賽駒，生涯戰績優秀，曾於2003年奪得皋月賞及日本打吡冠軍，退役後配種成績亦不俗。

### 血統表
| 父線：單色系（北地舞人系）      |                                 |                |              |
| 種馬 愛國山姆 2013年（棗色）    | 戰線 2002年（棗色）             | 單色           | 北地舞人     |
| 種馬 愛國山姆 2013年（棗色）    | 戰線 2002年（棗色）             | 單色           | Pas de Nom   |
| 種馬 愛國山姆 2013年（棗色）    | 戰線 2002年（棗色）             | Starry Dreamer | Rubiano      |
| 種馬 愛國山姆 2013年（棗色）    | 戰線 2002年（棗色）             | Starry Dreamer | Lara's Star  |
| 種馬 愛國山姆 2013年（棗色）    | Life Well Lived 2007 年（棗色） | 鐵勝龍         | Cees Tizzy   |
| 種馬 愛國山姆 2013年（棗色）    | Life Well Lived 2007 年（棗色） | 鐵勝龍         | Cee's Song   |
| 種馬 愛國山姆 2013年（棗色）    | Life Well Lived 2007 年（棗色） | Well Dressed   | Notebook     |
| 種馬 愛國山姆 2013年（棗色）    | Life Well Lived 2007 年（棗色） | Well Dressed   | Trithenia    |
| 繁殖雌馬 Mao Rio 2013年（棕色） | 新宇宙 2000年（棗色）           | 週日寧靜       | Halo         |
| 繁殖雌馬 Mao Rio 2013年（棕色） | 新宇宙 2000年（棗色）           | 週日寧靜       | Wishing Well |
| 繁殖雌馬 Mao Rio 2013年（棕色） | 新宇宙 2000年（棗色）           | Pointed Path   | Kris         |
| 繁殖雌馬 Mao Rio 2013年（棕色） | 新宇宙 2000年（棗色）           | Pointed Path   | Silken Way   |
| 繁殖雌馬 Mao Rio 2013年（棕色） | Jono Family 2006年（深棗色）    | 夏威夷王       | 金滿寶       |
| 繁殖雌馬 Mao Rio 2013年（棕色） | Jono Family 2006年（深棗色）    | 夏威夷王       | Manfath      |
| 繁殖雌馬 Mao Rio 2013年（棕色） | Jono Family 2006年（深棗色）    | Ebisu Family   | 百仁時間     |
| 繁殖雌馬 Mao Rio 2013年（棕色） | Jono Family 2006年（深棗色）    | Ebisu Family   | Ebisu Veloce |
| 雌系：號族：7-c                 |                                 |                |              |
| 五代內近親交配：無              |                                 |                |              |

## 命名由來
名字Be Astonished（ビーアストニッシド）意思為「受到震驚」，香港取其意思，翻譯為「天驚地動」。

## 外部連結
- 天驚地動 netkeiba.com （页面存档备份，存于）
- 血統表